# Проза міста
Проза міста — спочатку міський (м. Бровари), а потім всеукраїнський літературний постійнодіючий конкурс малої прози: есей, оповідань, новел, етюдів, гуморесок, фейлетонів тощо.

## Історія
Ідея про створення конкурсу припала на думку шеф-редактора інтернет-порталу «Афіша-Бровари» Андрія Качора, засновника літературного клубу «Маруся» Дмитра Стретовича та заступника голови БМГО «Авангард плюс» Аліни Дяченко з метою сприяння розвитку та творчому становленню броварських авторів, зокрема привернення суспільної уваги до сучасної броварської літератури та міської проблематики і активізації літературного середовища Броварів, створення для талановитих броварських літераторів умов для долучення до літературного процесу України.
У 2011 році стартував перший конкурс, до якого подавали твори не тільки броварчани, а й мешканці інших міст України, що й зумовило перекваліфікацію конкурсу з «міського» на «всеукраїнський», але головною умовою участі все ж залишилось те, що перевага надаватиметься творам події яких відбуваються у Броварах, герої яких є броварчанами, які відображають соціальні, культурні, економічні, політичні реалії міста Бровари.

## Журі
До складу журі входили відомі постаті України, зокрема:
- Сергій Пантюк — поет, прозаїк, член НСПУ;
- Марія Овдієнко — українська видавниця, краєзнавиця, поетеса, перекладачка, громадська діячка;
- Юрій Андрухович — український поет, прозаїк, перекладач, есеїст;
- Сергій Жадан — український письменник, перекладач та громадський діяч;
- Юрко Іздрик —  український прозаїк, поет, культуролог.

## Умови
- на конкурс слід подавати тільки оригінальні твори, які раніше не друкувались та не оприлюднювались, та права на які не передані іншим особам;
- перевага надаватиметься творам події яких відбуваються у Броварах; герої яких є броварчанами; які відображають соціальні, культурні, економічні, політичні реалії міста Бровари[1].

## Переможці конкурсу "Проза міста-2011"
- 1 місце — Юлія Шешуряк «Броварський океани»
- 2 місце — Юрій Волощак (Як ОКО) «Просто свічки»
- 3 місце — Світлана Яців (kotemore) «in da Bro»[2]

## Переможці конкурсу "Проза міста-2012"
- 1 місце — Руслан Родзін, "Ліфт"
- 2 місце — Андрій Шийчук, "The Mafia Men"
- 3 місце — Андрій Дерипаско, "Спостерігач"